# Estação ecológica

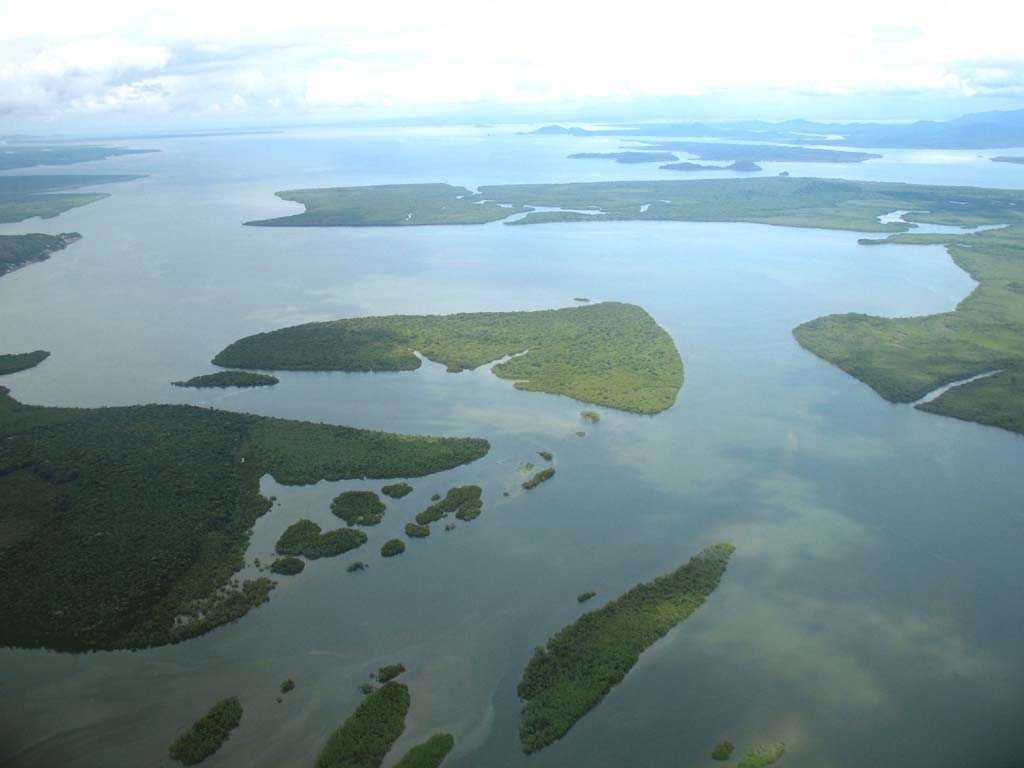
Ilha do Sambaqui, Baía de Guaraqueçaba. Uma estação ecológica

Uma Estação Ecológica (ESEC) é um tipo de área protegida prevista na legislação brasileira, a qual a define como uma unidade de conservação de proteção integral, marinha ou terrestre, que tem como objetivo a preservação da natureza e a realização de pesquisas científicas. Nessa categoria de unidade de conservação, é proibida a visitação pública (exceto com objetivo educacional) e a pesquisa científica depende de autorização prévia do órgão responsável.
A criação de uma Estação Ecológica ocorre por ato do poder público, seja ele Federal, Estadual ou Municipal e deve ser precedida de estudo técnico. Por ser tratar de um área pública, propriedades privadas que por ventura estejam dentro dos limites da ESEC, deverão ser desapropriadas. Além disso, a área coberta pela estação deve ser representativa de ecossistemas brasileiros, destinar no mínimo 90% da área destinada à preservação integral da biota e ser de posse e domínio públicos.
De acordo com a Lei 9.985 de 18 de julho de 2000, o SNUC, na Estação Ecológica só podem ser permitidas alterações dos ecossistemas no caso de:
I - medidas que visem a restauração de ecossistemas modificados;
II - manejo de espécies com o fim de preservar a diversidade biológica;
III - coleta de componentes dos ecossistemas com finalidades científicas;
IV - pesquisas científicas cujo impacto sobre o ambiente seja maior do que aquele causado pela simples observação ou pela coleta controlada de componentes dos ecossistemas, em uma área correspondente a no máximo três por cento da extensão total da unidade e até o limite de 1500 hectares.
As Estações Ecológicas foram criadas pela Secretaria Especial do Meio Ambiente (SEMA), através da Lei 6.092/81. Com a instituição do Sistema Nacional de Unidades de Conservação da Natureza (SNUC), a lei anterior foi absorvida pela nova e as ESECs hoje estão delimitadas no art. 9º da Lei 9.985/2000 (Lei do SNUC).
As Estações Ecológicas Federais, criadas por Decreto do Poder Executivo mediante proposta do Ministro do Meio Ambiente, têm sua administração coordenada pelo Instituto Chico Mendes de Conservação da Biodiversidade (ICMBio). Se a Estação Ecológica for de responsabilidade estadual ou municipal, será administrada por órgão ambiental específico.
O ato de criação da Estação Ecológica definirá:
- Os seus limites geográficos;
- Sua denominação;
- A entidade responsável por sua administração; e 
-O zoneamento que aprove a realização de pesquisas ecológicas que venham a acarretar modificações no ambiente natural.
Para a execução de obras de engenharia que possam afetar as Estações, será obrigatória audiência prévia do Conselho Nacional do Meio Ambiente - CONAMA. O entorno de uma Estação Ecológica deve possuir Zona de Amortecimento e definições de Corredores Ecológicos, cabendo ao órgão responsável o estabelecimento de normas específicas que regulamentem a ocupação e o uso dos recursos nessas áreas, por intermédio de seu plano de manejo.
De acordo com o Cadastro Nacional de Unidades de Conservação, até fevereiro de 2024, há catalogadas 104 ESECs, sendo 30 no âmbito federal, 63 no estadual e 11 no municipal. Todas juntas somam um total de 12.210.931 ha de área total protegida.

## Região Norte

### Acre
- Estação Ecológica Rio Acre

### Amapá
- Estação Ecológica de Maracá-Jipioca
- Estação Ecológica do Jari (parte se estende no estado do Pará)

### Amazonas
- Estação Ecológica Juami-Japurá
- Estação Ecológica de Jutaí-Solimões
- Estação Ecológica Alto Maués[4]

### Pará
- Estação Ecológica do Grão-Pará
- Estação Ecológica da Terra do Meio
- Estação Ecológica do Jari (parte se estende no estado do Amapá)
- Estação Ecológica Mamuru[5]

### Rondônia
- Estação Ecológica Serra dos Três Irmãos
- Estação Ecológica de Cuniã
- Estação Ecológica de Samuel[6]

### Roraima
- Estação Ecológica de Maracá
- Estação Ecológica de Caracaraí
- Estação Ecológica Niquiá

### Tocantins
- Estação Ecológica Serra Geral do Tocantins

## Região Nordeste

### Alagoas
- Estação Ecológica de Murici

### Bahia
- Estação ecológica da Ilha do Medo

- Estação ecológica Raso da Catarina
- Estação Ecológica de Wenceslau Guimarães[7]

### Ceará
- Estação Ecológica de Aiuaba
- Estação Ecológica do Castanhão
- Estação Ecológica do Pecém

### Paraíba
- Estação Ecológica do Pau-Brasil

### Pernambuco
- Estação Ecológica Serra da Canoa[8]
- Estação Ecológica Caetés[8]
- Estação Ecológica Bita e Utinga[8]

### Piauí
- Estação Ecológica Uruçuí-Una
- Estação Ecológica da Chapada da Serra Branca[9]

### Rio Grande do Norte
- Estação Ecológica do Seridó[4]

## Região Centro-Oeste

### Distrito Federal
- Estação Ecológica de Águas Emendadas

### Mato Grosso
- Estação Ecológica Iquê-Juruena
- Estação Ecológica de Iquê
- Estação Ecológica da Serra das Araras
- Estação Ecológica de Taiamã
- Estação Ecológica Rio Ronuro[10]

### Mato Grosso do Sul
- Estação Ecológica Colorado[11]
- Estação Ecológica Veredas de Taquarussu[11]
- Estação Ecológica Aruanda[11]

## Região Sudeste

### Espírito Santo
- Estação Ecológica de Barra Nova

### Minas Gerais
- Estação Ecológica da Universidade Federal de Minas Gerais
- Estação Ecológica do Tripuí - (Ouro Preto-MG)
- Estação Ecológica de Pirapitinga

### Rio de Janeiro
- Estação Ecológica do Paraíso
- Estação Ecológica de Tamoios
- Estação Ecológica da Guanabara
- Estação Ecológica Estadual de Guaxindiba

### São Paulo
- Estação Ecológica da Jureia-Itatins
- Estação Ecológica de Itirapina
- Estação Ecológica dos Caetetus
- Estação Ecológica dos Tupiniquins
- Estação Ecológica Mico Leão Preto
- Estação Ecológica Tupinambás

## Região Sul

### Paraná
- Estação Ecológica da Ilha do Mel
- Estação Ecológica de Guaraqueçaba

### Rio Grande do Sul
- Estação Ecológica do Taim
- Estação Ecológica de Aracuri-Esmeralda

### Santa Catarina
- Estação Ecológica de Carijós
- Estação Ecológica da Mata Preta, com 6.563 hectares, em parte do município de Abelardo Luz.
- Estação Ecológica do Bracinho
- Estação Ecológica da Mata Preta[4]